# Paulet Payet
Pour les articles homonymes, voir Payet.
Paulet Payet, né le 8 novembre 1947 au Tampon, est un homme politique français.

## Biographie
Actif sur l'île de La Réunion, département d'outre-mer dans le sud-ouest de l'océan Indien, il devient le maire de la commune du Tampon après la démission de son prédécesseur, Didier Robert, devenu président du conseil régional de La Réunion en mars 2010.
Paulet Payet est lui-même conseiller régional depuis l'élection régionale de 2010 à La Réunion.
Il est précédemment adjoint au maire du Tampon jusqu'à ce qu'il devienne le premier magistrat de la commune.
En 2014, il est battu aux élections municipales par André Thien Ah Koon.